# SHAED
셰이드(SHAED)는 미국의 일렉트로팝 그룹으로, 워싱턴 D.C. 출신 음악 그룹이다.

## 음반 목록

### EP
- World So Bright (2012)
- Send the Night (2013)
- Just Wanna See (2016)
- Melt (2018)